# Clytomorpha psilozona
Clytomorpha psilozona là một loài bướm đêm trong họ Noctuidae.